# Ley de Educación Sexual Integral
La Ley de Educación Sexual Integral (ESI), en Argentina, lleva el número 26.150, y establece el derecho de todos los estudiantes a recibir contenidos de educación sexual de manera integral en todas las escuelas del país desde el Nivel Inicial hasta la formación técnica no universitaria. Esta ley da origen al Programa Nacional de Educación Sexual Integral.

## Historia

### Antecedentes y marco normativo
Como antecedentes primordiales y directos de la Ley 26.150:
- Ley Nacional 25.273. Creación de un sistema de inasistencias justificadas por razones de gravidez. (2000)[3]

- Ley Nacional 25.584. Prohíbese en los establecimientos de educación pública toda acción institucional que impida el inicio o continuidad del ciclo escolar alumnas embarazadas (2002).[4]

- Ley Nacional 25.673. Creación del Programa Nacional de Salud Sexual y Procreación Responsable. (2002)[5]
- Declaración universal de los Derechos Humanos. Resolución 217A (III). (1984)
- Convención sobre la eliminación de todas las formas de Discriminación contra la mujer, 18 de diciembre de 1979. Resolución 34/180 (entra en vigencia el 3 de septiembre de 1981).[6]
- Convención sobre los Derechos del Niño 1989
- Consejo Federal de Educación. Lineamientos Curriculares para la Educación Sexual Integral. Resolución 45/2008.[7]
- Ley 26.061. Protección Integral de los Derechos de Niños, Niñas y Adolescentes (2005). Reglamentada por Decreto Nacional 415/2006.[8]
- Ley 23798. Declárase de interés Nacional a la lucha contra el síndrome de inmunodeficiencia adquirida. 1990.[9]
- Ley 23592.  Actos Discriminatorios (1988).[10]
- Ley 24.632. Convención Interamericana para Prevenir, Sancionar y Erradicar la Violencia contra la Mujer "Convención de Belem do Pará" (1996)[11]
- Programa del Instituto Nacional de Juventud (INJUVE) dirigido a adolescentes y jóvenes.[12]
- Cómo adaptar los servicios de salud a los adolescentes. Normas mundiales de la OMS y el ONUSIDA.[13]

### Sanción de la Ley de Educación Sexual Integral N°26.150
En el año 2006 se sanciona la Ley Nacional N° 26.150 y se crea una comisión de especialistas para elaborar el documento Lineamientos curriculares para la Educación Sexual Integral, donde se detalla el piso básico y obligatorio de contenidos a implementar. Este documento fue aprobado en 2008.

### Implementación
Tras la sanción de la ley nace el Programa de Educación Sexual Integral, con la finalidad de hacer cumplir el derecho de los niños, niñas y adolescentes a recibir Educación Sexual Integral (ESI) en todos los establecimientos educativos públicos de gestión estatal y privada, desde los niveles de educación inicial hasta la formación docente.
Debido a la discusión que se produjo en torno a la legalización del aborto en Argentina se abrió un debate en torno a la implementación de la ley de Educación Sexual Integral. Durante 2018, se propusieron modificaciones sobre la ley, que aún no fueron reguladas. Entre las principales propuestas se destacaba que la Ley fuera declarada de orden público, para que todas las provincias la implementaran de forma obligatoria en las escuelas públicas tanto de gestión estatal como privadas, sin excepción. A su vez, se proponía eliminar el artículo 5, el cual permite que cada institución puede dar educación sexual según su ideario. También incluía las leyes de ampliación de derechos sancionadas y conceptos incorporados en la última década.
Los sectores conservadores en Latinoamérica suelen encolumnarse en contra de las políticas de Estado que garantizan derechos sexuales y el libre ejercicio de la identidad de género. Este grupo propone información contraria a los lineamientos que contiene la ley. Las organizaciones referenciadas a este movimiento supieron realizar acciones de protesta con el objetivo de modificar el contenido de la legislación. Finalmente la ley de educación sexual integral no sufrió ningún tipo de modificaciones.
Desde su creación, la Ley 26.150 ha sido analizada y relevada de forma nacional para ver su trabajo en las instituciones educativas. En lo que respecta al Programa Nacional de ESI en el año 2014 se llevaron adelante dos líneas de evaluación. Uno a cargo de la Facultad de Humanidades de la Universidad de Salta "Evaluación de acciones de capacitación del Programa Nacional de Educación Sexual Integral" y el otro a cargo de Eleonor Faur "La educación sexual integral en la Argentina. Balances y desafíos de la implementación de la Ley 26.150".
Por otro lado, el operativo Aprender 2017, realizado en la provincia de Buenos Aires, que se desarrolló en casi 29 mil escuelas y contó con la participación de más de 9000 estudiantes, arrojó que un 75% de las y los estudiantes de secundarios no recibe educación sexual y que desearían hacerlo. Por otro lado, una encuesta realizada (2018) a 850 docentes y 44.123 estudiantes de escuelas secundarias públicas de la Ciudad Autónoma de Buenos Aires, reveló que nueve de cada diez estudiantes mencionan haber trabajado sobre temas de educación sexual durante el 2017. De ellos, un 60% afirmó haber abordado entre ocho y diecisiete temas en clase.

## Los enfoques de la ESI
Existen distintos modelos pedagógicos para el abordaje de la sexualidad en la escuela. Cada uno nos trae una mirada particular acerca de la sexualidad, el rol de los distintos actores de la comunidad educativa y el proceso de enseñanza y aprendizaje.
Existen enfoques que tienen muchos elementos en común con la ESI y otros que se alejan más de esta propuesta. Entre los abordajes más distantes podemos mencionar los enfoques tradicionales o moralistas que se basan en una pedagogía mecanicista centrándose en lo que “es correcto” y lo que “se debe hacer”, así como también el enfoque biomédico que entiende el abordaje de la sexualidad desde una mirada centrada en la genitalidad y la reproducción humana.
Los enfoques que más se aproximan a la propuesta de la ESI son:
- La sexología, la misma se basa en promover la enseñanza de las “buenas prácticas” sexuales cómo percibimos nuestro cuerpo sexuado, qué nos sucede en las relaciones sexuales dándole importancia a la subjetividad.[31] Pensado de manera individual lo cual en cierto modo lo aleja de la ESI, ya que las dimensiones sociales y colectivas no son tenidas en cuenta.

- El Enfoque Judicializante hace hincapié en un abordaje que contempla los derechos humanos y pone especial énfasis en las situaciones de vulneración que viven NNyA como por ejemplo los abusos. Aquí se propone la inclusión de una sólida formación en derechos humanos. Es un enfoque que regula la sexualidad desde el derecho, para garantizar el respeto a lo más íntimo y personal de las niñas, niños y adolescentes, generando mecanismos para protegerlas/os y al mismo tiempo, valorarlos como sujetos.

- El enfoque de género, pone su énfasis en las demandas de los organismos de derechos humanos y los movimientos de mujeres y de disidencia sexual (llamadas LGTTBIQ: lesbianas, gays, travesti, transexual, bisexuales, intersexual y queer). Tiene un enfoque fuertemente pedagógico, ya que se respeta la situación y realidad de cada persona, su capacidad de construir conocimiento crítico, y pone en relación esa experiencia particular con la sociedad.[31] Busca develar las tramas de relaciones sociales en las que se encuentran los cuerpos humanos y dar cuenta del uso, disfrute y cuidado del mismo; influyen el sector socioeconómico y educativo de pertenencia, las costumbres y valores del grupo social que la integran, y particularmente por las relaciones de género.[32]

## Los ejes de la ESI
La propuesta de la ESI entiende la sexualidad de manera amplia, no restringida únicamente a cuestiones relacionadas con la genitalidad sino que abarca también los pensamientos, fantasías, deseos, creencias, actitudes, valores, actividades, prácticas, roles y relaciones. El enfoque adoptado para una educación sexual se enmarca en Una concepción integral de la sexualidad, el cuidado y promoción de la salud y los derechos humanos.
Desde una concepción integral la educación sexual incluye la interacción de aspectos físicos, emocionales, intelectuales y sociales relativos a la sexualidad.
Es decir de forma integral, atravesada por cinco ejes

### Reconocer la perspectiva de género
Con perspectiva de género, se refiere a la manera de ver las relaciones de poder, entre personas de distintos géneros para evitar situaciones de vulnerabilidad de derechos.
Este eje propone analizar estos casos de desigualdad, problematizar aquello etiquetado como femenino o masculino, identificando estereotipos de género y así promover la igualdad social.
Por otra parte la perspectiva de género, da lugar a dos dimensiones que son de mucha utilidad: por un lado una que propone que el género es una construcción social y no una cuestión anatómica, y por otro lado una dimensión que da lugar a una perspectiva relacional que tiene en cuenta a los varones, las mujeres, y a otras identidades en las que se plantean relaciones de poder.

### Respetar la diversidad
Este eje implica reconocer y valorar las infinitas diferencias que existen como seres humanos teniendo en cuenta que todos tienen los mismos derechos. Abordar este eje conlleva reconocer y valorar positivamente las diferencias entre las personas, ya sean de origen étnico, religiosas, políticas, edad, etc.
La identidad de género y la orientación sexual de cada individuo también forma parte de esta diversidad, y es por esto que abordar dichos temas en las escuelas implica respetar la identidad sexual, es decir, con la cual se presenta cada persona.
Para la ESI lo fundamental del eje “Respetar la diversidad” es:
- Rescatar el significado profundo de convivir en una sociedad plural y poner en valor la diversidad.
- Cuestionar la “presunción de heterosexualidad”.
- Respetar la identidad de género y la orientación sexual de todas las personas.
- Rechazar la violencia y la estigmatización por orientación sexual e identidad de género ya que no puede haber silencio pedagógico frente a la discriminación de cualquier tipo.[38]

### Valorar la afectividad
En este eje se busca recuperar el lugar que tienen las emociones y los sentimientos a la hora del aprendizaje y hacer hincapié en la empatía, la solidaridad y el respeto, volviéndose fundamental para la hora de tomar decisiones sobre el cuerpo propio y del otro, y para trabajar diferencias en las relaciones sociales de pareja.
Destaca que las emociones están presentes en toda interacción humana, que pueden sumar o restar a dichas interacciones. A su vez, promueve la posibilidad de generar condiciones en las que todas las personas puedan manifestar sus puntos de vista, siempre con respeto, y repudiando cualquier tipo de violencia y/o coerción.

### Ejercer los derechos
Este eje explicita que los niños, niñas y adolescentes son sujetos de derecho, con capacidad participativa, para ser escuchados y no sufrir ningún tipo de discriminación, considerando a personas adultas y al Estado como garantes de dichos derechos, escrito dentro de un marco de políticas públicas en relación con la inclusión, igualdad y ejercicio de los mismos. A su vez, plantea incluir a los mismos a la hora de la construcción de normas para así evitar sanciones que perjudiquen sus derechos.
En este eje se destaca también la importancia tanto del docente como del resto del equipo educativo como garante de los derechos del niño.

### Cuidar el cuerpo y la salud
Este eje pone al cuerpo más allá de los conceptos socioculturales y busca trabajarlo desde un concepto más amplio que el de salud sexual, incluyendo también la historia personal, los discursos científicos, los derechos humanos, las ofertas de los medios masivos de comunicación y la representación de los cuerpos a través de las distintas manifestaciones artísticas. Además promueve la reflexión sobre los mensajes de “belleza” que la sociedad impone y cómo esto puede influir de manera negativa en la vida. Este eje plantea eliminar los estereotipos de los cuerpos y las sexualidades, dando un valor positivo a la diversidad, el disfrute y el placer. En la escuela es importante reconocer que el cuerpo sexuado y la salud no abarcan sólo la dimensión biológica. También considerar que el cuerpo puede trabajarse desde distintas disciplinas, tales como el arte, la educación física, los medios de comunicación, etc.

## Programa Nacional de Educación Sexual Integral
El Programa Nacional lleva adelante la implementación de la ley. Entre sus principales acciones están:
- Coordinación, implementación y evaluación de contenidos de ESI en la educación primaria y secundaria
- "Jornadas Educar en Igualdad" para erradicar la violencia contra las mujeres
- "Plan Nacional de Disminución del Embarazo no intencional en la Adolescencia" junto con los Ministerios de Salud y Desarrollo Social[43]

## Materiales oficiales de ESI

### Ciudad de Buenos Aires
Según el artículo 3° de la Ley 2110 de Educación Sexual Integral "la Educación Sexual Integral comprende el conjunto de actividades pedagógicas destinadas a favorecer la salud sexual, entendida como la integración de los aspectos físicos, emocionales, intelectuales y sociales relativos a la sexualidad, para promover el bienestar personal y social mediante la comunicación y el amor".

### Recursos para trabajar la ESI
Se crearon distintos tipos de materiales y recursos pedagógicos para trabajar la ESI en aula. Los mismos abordan todos los niveles educativos: inicial, primario, secundario. Además, también, se cuenta con materiales específicos para la educación especial, la educación de jóvenes y adultos, así como también recursos destinados a las familias.
Otras fuentes para obtener más recursos para trabajar la Ley son: la página del Gobierno y la plataforma Conectar Igualdad. Ambos sitios ofrecen material digitalizado y de libre acceso para todos los niveles educativos.

### Buenas prácticas pedagógicas en educación sexual integral
Una buena práctica pedagógica (BPP) en ESI es aquella que puede realizar una lectura de su entorno, de los recursos con los que cuenta, y en función de eso, establecer sus metas y planificar sus acciones y estrategias sobre la base de los lineamientos curriculares establecidos a nivel nacional.
Para que sean buenas prácticas se deben tomar acciones concretas, sea en el terreno de la gestión de la ESI en la escuela o en las prácticas de enseñanza. Estas acciones demandan el establecimiento de metas y la planificación de su puesta en marcha.
Desde el punto de vista de los contenidos, una BPP es aquella que desarrolla una perspectiva integral de los enfoques y lineamientos de la ESI, o se encamina a ello. En el caso argentino, el enfoque de integralidad refiere al abordaje de cinco perspectivas conceptuales (cuidado del cuerpo y la salud, ejercer los derechos, género, respeto por la diversidad y valorar la afectividad).
Desde el punto de vista institucional, una buena práctica pedagógica en ESI se sostiene y mejora mediante la reflexión permanente sobre los procesos desarrollados y su efectividad. Es así, que las instituciones deben reflexionar sus metas y objetivos, realizar proyectos, ABP, analizar el contexto y las necesidades de sus alumnos para poder tomar acción sobre la implementación de la ESI para que sea exitosa.
Las BPP no tiene una receta fija para ser implementada sino que está en  proceso de construcción continua, ya que es sabido que todos los grupos sociales son heterogéneos y diversos y varias a diario.
Incorporar la ESI en las escuelas implica un proceso que se desarrolla y fortalece a lo largo del tiempo y que resulta más efectivo en la medida que se establecen propósitos y estrategias para hacerlo. La ley constituye un antes y un después en la legitimidad de la enseñanza de la ESI. Las metodologías y los contenidos eran acotados, al igual que la participación por parte de los docentes pero esta situación se modificó con la puesta en vigencia de la ley de ESI.